# الزواحي (حبيش)

تعديل مصدري - تعديل

الزواحي هي إحدى قرى عزلة كومان بمديرية حبيش التابعة لمحافظة إب، بلغ تعداد سكانها 883 نسمة حسب تعداد اليمن لعام 2004.